# Antonio Pildain Zapiain
Antonio Pildain Zapiain (Lezo, Guipúscoa, 17 de gener de 1890 - Las Palmas, 7 de maig de 1973) fou un religiós i polític basc. Estudià als seminaris d'Andoain i Vitòria, cursà teologia a la Universitat Gregoriana de Roma i fou ordenat sacerdot el 1913. Treballà com a professor d'hebreu, història de la filosofia i teologia al seminari de Vitòria, i més tard fou canonge lectoral de la catedral.
A les eleccions generals espanyoles de 1931 fou elegit diputat pel Bloc Catòlic-Foralista dins les llistes del Partit Nacionalista Basc, de manera que es va adscriure dins la Minoria Basco-Navarresa i defensà l'Estatut d'Estella a les Corts i les prerrogatives de l'església en l'ensenyament, raó per la qual va rebre durs atacs d'Indalecio Prieto. El 18 de maig de 1936 fou nomenat bisbe de Las Palmas, tot i que no va poder entrar a la diòcesi fins al 19 de maig de 1937. Malgrat l'acatament del règim franquista, se'n distancià ben aviat i es caracteritzà tant per les seva defensa del món obrer i d'auxili als pobres com la seva defensa d'una rigorosa moral catòlica, que el va dur a prohibir la difusió de la pel·lícula Gilda a la seva diòcesi el 1947. Es va distingir per les seves intervencions al Concili Vaticà II sobre la llibertat de cultes i separació de l'Església i l'Estat, i va fer construir el nou seminari de Las Palmas. Ocupà el seu càrrec fins al 1966, i ja no va tornar al País Basc.